# Liste der Kulturdenkmale in Helbra
In der Liste der Kulturdenkmale in Helbra sind alle  Kulturdenkmale der Gemeinde Helbra und ihrer Ortsteile aufgelistet. Grundlage ist das Denkmalverzeichnis des Landes Sachsen-Anhalt, das auf Basis des Denkmalschutzgesetzes des Landes Sachsen-Anhalt vom 21. Oktober 1991 durch das Landesamt für Denkmalpflege und Archäologie Sachsen-Anhalt erstellt und seither laufend ergänzt wurde (Stand: 31. Dezember 2018).

## Kulturdenkmale nach Ortsteilen

### Helbra
| Lage | Bezeichnung              | Beschreibung                                                        | Erfassungs- nummer | Ausweisungsart | Bild                    |
| --- | ------------------------ | ------------------------------------------------------------------- | ------------------ | -------------- | ----------------------- |
| östlicher Ortsausgang | Bergbauanlage            | Bergbauanlage und Halde Bolze-Schacht                               | 107 40042          | Baudenkmal     |                         |
| westlich der Straße von Kreisfeld nach Helbra (Karte) | Haldenlandschaft         | Halde August-Bebel-Hütte (früher Koch-Hütte)                        | 107 40035          | Baudenkmal     | Haldenlandschaft        |
| nordwestlich des Ortes | Haldenlandschaft         | Lichtlochhaldenzug Froschmühlen-Stollen                             | 107 40067          | Baudenkmal     |                         |
| im Ort sowie nördlich und südlich des Ortes | Haldenlandschaft         | Lichtlochhaldenzug Schlüssel-Stollen                                | 107 40074          | Baudenkmal     |                         |
| Koordinaten fehlen! Hilf mit. | Mansfelder Bergwerksbahn | ab 1880 angelegte Eisenbahnanlage, 2017 als Denkmal ausgewiesen     | 094 30641          | Baudenkmal     |                         |
| Am Ernst-Schacht südlich des Ortes (Karte) | Bergbauanlage            | Walter-Schneider-Schacht (Ernst-Schacht)                            | 094 10180          | Baudenkmal     | BW                      |
| Am Hövelschacht nördlich des Ortes (Karte) | Haldenlandschaft         | Halde des Hövel-Schachtes                                           | 094 76512          | Baudenkmal     | BW                      |
| Birkenallee, Freier Blick, Kiefernweg, Sonnenweg Umland Holzhaussiedlung (Gemarkung Helbra, Flur 10, Flurstücke 4/220, 4/313, 4/315, 4/316, 4/199) (Karte)      | Haldenlandschaft         | Halden                                                              | 107 40002          | Baudenkmal     | Haldenlandschaft        |
| Hauptstraße (ehemals Ernst-Thälmann-Straße) am südlichen Ortsausgang, westlich der B 225; Gelände der ehemaligen Koch-Hütte (später August-Bebel-Hütte) (Karte) | Schmid-Schacht           | Bergbauanlage, 1844 bis 1846 abgeteufter Schacht des Kupferbergbaus | 107 40032          | Baudenkmal     | Weitere Bilder          |
| Gartenheim 54a (Karte) | Vereinshaus              | HJ-Heim                                                             | 094 10203          | Baudenkmal     | Vereinshaus             |
| Hauptstraße nördlich von Helbra an der Straße nach Benndorf, gegenüber Einmündung des Bad-Anna-Weges (Karte)                                                    | Brücke; Damm             |                                                                     | 094 65575          | Baudenkmal     | BW                      |
| Hauptstraße 6 (Karte) | Villa                    |                                                                     | 094 65576          | Baudenkmal     | Villa                   |
| Hauptstraße 7 (Karte) | Kaufhaus                 |                                                                     | 094 17959          | Baudenkmal     | Kaufhaus                |
| Hauptstraße 62 Einmündung Pestalozzistraße (Karte) | Wohn- und Geschäftshaus  |                                                                     | 094 65577          | Baudenkmal     | Wohn- und Geschäftshaus |
| Kirchstraße (Karte) | Kirche                   | Sankt Stephanus                                                     | 094 08178          | Baudenkmal     | Weitere Bilder          |
| Kirchstraße 4 (Karte) | Pfarrhof                 |                                                                     | 094 08179          | Baudenkmal     | Pfarrhof                |
| Parkstraße (Karte) | Park                     |                                                                     | 107 40128          | Baudenkmal     | Park                    |
| Pestalozzistraße (Karte) | Kirche                   | Sankt Barbara                                                       | 094 75343          | Baudenkmal     | Weitere Bilder          |
| Pestalozzistraße 3 Kreuzung Lindenstraße (Karte) | Wohn- und Geschäftshaus  |                                                                     | 094 75342          | Baudenkmal     | Wohn- und Geschäftshaus |
| Pestalozzistraße 7 (Karte) | Wohnhaus                 |                                                                     | 094 75345          | Baudenkmal     | BW                      |
| Pestalozzistraße 33 an einer Straßenkreuzung mit platzartiger Erweiterung (Karte)                                                                               | Gasthof                  |                                                                     | 094 65578          | Baudenkmal     | BW                      |
| Schenkgasse 3 (Karte) | Bauernhof                |                                                                     | 094 75347          | Baudenkmal     | BW                      |
| Schulstraße an der Innenseite der Schulhofmauer | Grabmal                  |                                                                     | 094 08205          | Baudenkmal     |                         |
| Siebigeröder Straße (Karte) | Friedhof                 |                                                                     | 094 65579          | Baudenkmal     | Friedhof                |
| Thomas-Müntzer-Straße 11, 14 (Karte) | Rittergut                |                                                                     | 094 65580          | Baudenkmal     | BW                      |

### Helbra; Hergisdorf
| Lage                                          | Bezeichnung      | Beschreibung         | Erfassungs- nummer | Ausweisungsart | Bild |
| --------------------------------------------- | ---------------- | -------------------- | ------------------ | -------------- | ---- |
| östlich der Straße von Hergisdorf nach Helbra | Haldenlandschaft | Halde Sander-Schacht | 107 40085          | Baudenkmal     |      |

## Ehemalige Kulturdenkmale nach Ortsteilen
Die nachfolgenden Objekte waren ursprünglich ebenfalls denkmalgeschützt oder wurden in der Literatur als Kulturdenkmale geführt. Die Denkmale bestehen heute jedoch nicht mehr, ihre Unterschutzstellung wurde aufgehoben oder sie werden nicht mehr als Denkmale betrachtet.

### Helbra
| Lage                                                            | Bezeichnung      | Beschreibung                                             | Erfassungs- nummer | Ausweisungsart | Bild             |
| --------------------------------------------------------------- | ---------------- | -------------------------------------------------------- | ------------------ | -------------- | ---------------- |
| Östlich des Ortes                                               | Haldenlandschaft | Halde Hans-Seidel-Schacht (früher von-Hohenthal-Schacht) | 107 40037          | Baudenkmal     | Haldenlandschaft |
| Hauptstraße 58 (Karte)                                          | Bauernhof        |                                                          | 094 17211          | Baudenkmal     | BW               |
| Mittelstraße 20, 21, 22, 23, 24, 25, 26, 27, 28, 29, 30 (Karte) | Siedlung         | sogenannte Lichtenburg                                   | 094 76220          | Denkmalbereich | Siedlung         |
| Parkstraße im Park                                              | Denkmal          |                                                          | 094 75341          | Baudenkmal     |                  |
| Pestalozzistraße gegenüber Nr. 12                               | Wohnhaus         |                                                          | 094 75344          | Baudenkmal     |                  |
| Pestalozzistraße 15                                             | Pfarrhof         |                                                          | 094 75346          | Baudenkmal     |                  |

## Legende
In den Spalten befinden sich folgende Informationen:
- Lage: Nennt den Straßennamen und wenn vorhanden die Hausnummer des Kulturdenkmals. Die Grundsortierung der Liste erfolgt nach dieser Adresse. Der Link „Karte“ führt zu verschiedenen Kartendarstellungen und nennt die geographischen Koordinaten.
Link zu einem Kartenansichtstool, um Koordinaten zu setzen. In der Kartenansicht sind Baudenkmale ohne Koordinaten mit einem roten bzw. orangen Marker dargestellt und können in der Karte gesetzt werden. Baudenkmale ohne Bild sind mit einem blauen bzw. roten Marker gekennzeichnet, Baudenkmale mit Bild mit einem grünen bzw. orangen Marker.
- Offizielle Bezeichnung: Nennt den Namen, die Bezeichnung oder zumindest die Art des Kulturdenkmals und verlinkt, soweit vorhanden, auf den Artikel zum Objekt.
- Beschreibung: Nennt bauliche und geschichtliche Einzelheiten des Kulturdenkmals, vorzugsweise die Denkmaleigenschaften.
- Erfassungsnummer: Für jedes Kulturdenkmal wird in Sachsen-Anhalt eine 20stellige Erfassungsnummer vergeben. Die letzten zwölf Ziffern werden für die Untergliederung nach Teilobjekten genutzt und werden nur angegeben, soweit vergeben. In dieser Spalte kann sich folgendes Icon  befinden, dies führt zu Angaben zu diesem Baudenkmal bei Wikidata.
- Ausweisungsart: Die Einordnung des Denkmales nach § 2 Abs. 2 DenkmSchG LSA
- Bild: Ein Bild des Denkmales, und gegebenenfalls einen Link zu weiteren Fotos des Kulturdenkmals im Medienarchiv Wikimedia Commons. Wenn man auf das Kamerasymbol klickt, können Fotos zu Kulturdenkmalen aus dieser Liste hochgeladen werden: